# П'ятаков Юрій Леонідович
П'ятако́в Ю́рій (Гео́ргій) Леоні́дович (6 [18] серпня 1890, селище Мар'їнського цукрозаводу, Черкаський повіт, Київська губернія, Російська імперія, тепер місто Городище Черкаської області — 30 січня 1937, Москва, РРФСР, СРСР) — революціонер, більшовицький державний діяч. 
Активний учасник подій під час Української революції. Один зі засновників та голова Тимчасового робітничо-селянського уряду України, секретар ЦК КП(б)У. Організатор червоного терору у Криму у 1920 році. Член ЦК КП(б)У в липні 1918 — травні 1920 р. та у листопаді 1920 — квітні 1923 року. Член Організаційного бюро ЦК КП(б)У з 6 березня 1919 по 4 квітня 1920 року. Член Політичного бюро ЦК КП(б)У з 6 березня по 2 серпня 1919 р. та з 15 грудня 1921 по 23 травня 1922 року. Кандидат у члени Політичного бюро ЦК КП(б)У з 2 серпня 1919 по 23 березня 1920 року. Кандидат у члени ЦК РКП(б) у березні 1921 — квітні 1923 року. Член ЦК ВКП(б) у квітні 1923 — грудні 1927 р та у липні 1930 — 11 вересня 1936 року.
Жертва сталінських репресій.

## Біографія
Син російського дворянина-цукрозаводчика Леоніда Тимофійовича П'ятакова (1847—1915). За національністю росіянин. Народився в селищі Мар'їнського цукрового заводу фірми «Брати Яхненки і Симиренко» Черкаського повіту Київської губернії. Навчався в Київському реальному училищі, був двічі виключений із училища. У 1907 році закінчив екстерном Київське реальне училище.
З 1907 по 1910 рік вивчав економіку в Петербурзькому університеті, був виключений за революційну діяльність із третього курсу. Починав політичну діяльність як анархіст.
Член РСДРП(б) з листопада 1910 року.
За участь у студентському большовицькому русі у 1910 році заарештований, з 1910 по 1911 рік перебував у в'язниці. У 1911 році висланий до Києва, де увійшов до складу ініціативної групи із відновлення Київського комітету РСДРП. З 1911 по червень 1912 року входив до складу Київського комітету РСДРП. У червні 1912 року заарештований, до червня 1913 року перебував у в'язниці міста Києва.
У червні 1913 року засланий до Іркутської губернії. У жовтні 1914 року втік із заслання до Японії, потім проживав у США, Швейцарії, Швеції та Норвегії. У швейцарському місті Берні видавав більшовицький журнал «Коммунист». У 1915—1919 роках полемізував з Леніном у національному питанні; «люксембурґіянець», за визначенням Леніна, російський шовініст — за Володимиром Винниченком.

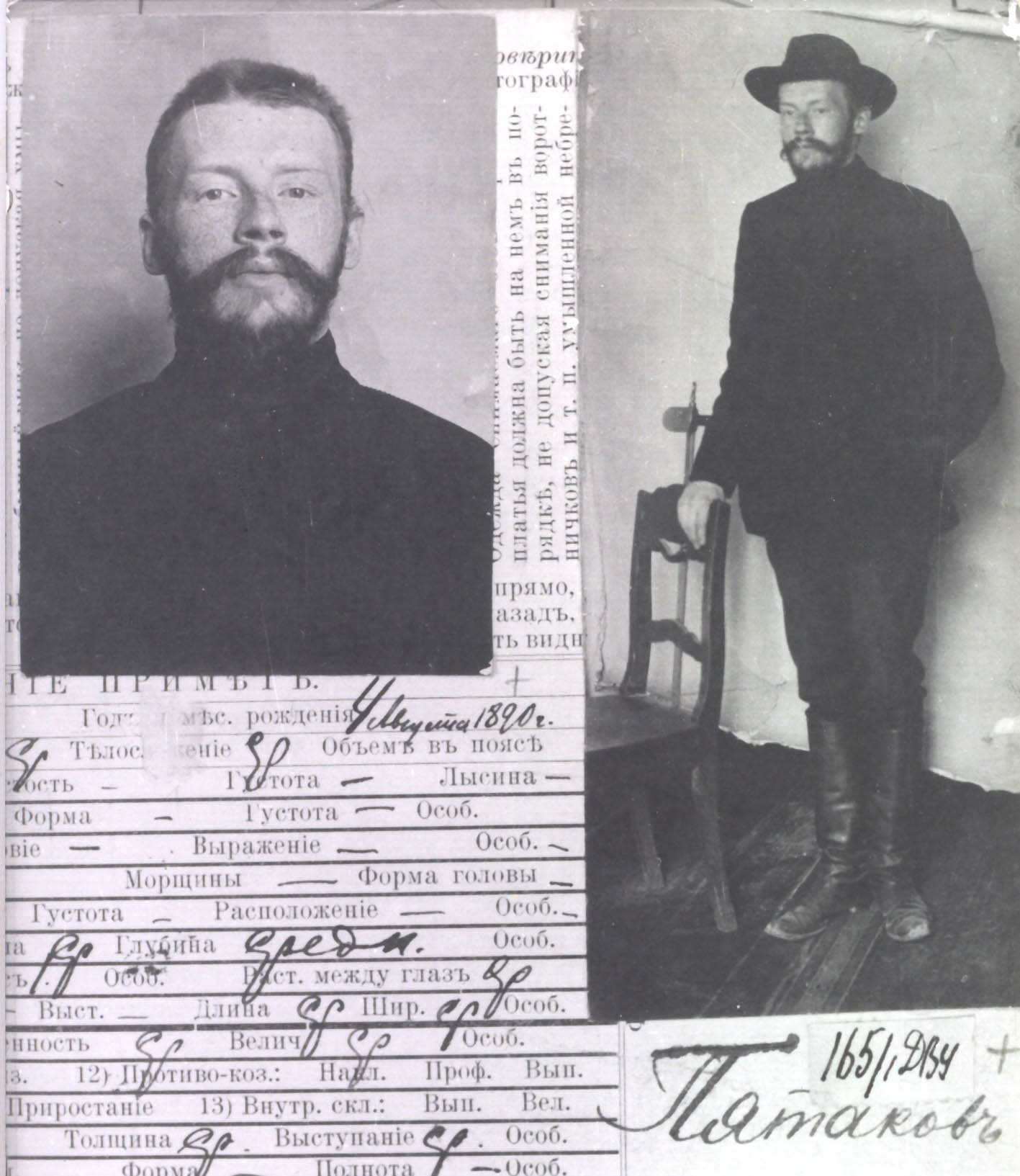
Поліційна картка арештанта Юрія Пятакова, 1915 рік
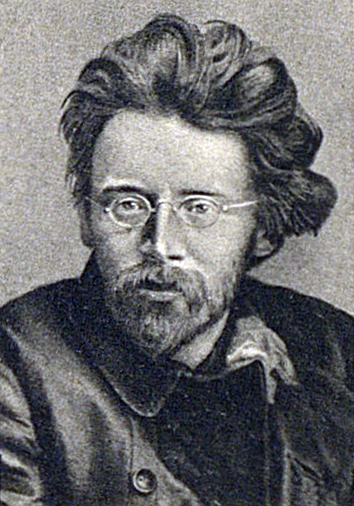
1916 рік

У березні 1917 року повернувся із закордону та переїхав до Києва. На перших демократичних (всенародних) виборах у Київську міську думу, що відбулися 23 липня (5 серпня) 1917 року, був обраний гласним за списком РСДРП(б). У 1917 році голова  комітету РСДРП(б) у Києві й член Української Центральної Ради. З жовтня по грудень 1917 року — голова Київського більшовицького військово-революційного комітету.
З грудня 1917 року — помічник (заступник) головного комісара Державного банку РРФСР у Москві. До 24 лютого 1918 року — головний комісар Державного (Народного) банку РРФСР у Москві. З лютого по березень 1918 року належав до фракції «лівих комуністів».
У березні 1918 року виїхав в Україну, де з березня по квітень 1918 року служив кулеметником та очолював червоногвардійський загін «червоного козацтва» у Полтавській губернії. З травня 1918 року — на підпільній більшовицькій роботі проти Української Держави.
З 12 липня 1918 року по 9 вересня 1918 року — секретар ЦК КП(б)У та, одночасно, член Всеукраїнського центрального військово-революційного комітету.
У жовтні — листопаді 1918 року — керуючий Народного банку РРФСР у Москві.
17 листопада 1918 року увійшов до складу Української Революційної військової ради, що керувала військами курського напрямку. Фактично, в роботі РВР участі не брав, бо від 28 листопада 1918 року до 16 січня 1919 року зосередився на роботі в Тимчасовому «робітничо-селянському» уряді України як його голова. У березні 1919 року — член президії Вищої ради народного господарства (ВРНГ) Української СРР.
З 6 березня по 30 травня 1919 року — секретар ЦК КП(б)У. Одночасно з 14 березня по травень 1919 року — народний комісар радянської пропаганди Української СРР. З травня по липень 1919 року — завідувач відділу пропаганди ВУЦВК і РНК Української СРР, голова Верховного військового революційного трибуналу УСРР. Провадив крайньо ліву соціально-економічну політику, зокрема відбирав у селян поміщицьке майно і землю та створював радгоспи і комуни; офіційно заперечував існування національного питання в Україні, поборював боротьбистів.
28 червня — 3 листопада 1919 року — член Революційної військової ради (РВР) 13-ї армії Південного фронту РСЧА. Одночасно з червня по серпень 1919 року — голова надзвичайного революційного трибуналу Донецького басейну. 3 — 18 листопада 1919 року — військовий комісар 42-ї стрілецької дивізії РСЧА.
У листопаді 1919 — січні 1920 року — військовий комісар Академії Генерального штабу РСЧА. З 1 грудня 1919 по 15 лютого 1920 року — начальник реєстраційного управління Польового штабу РСЧА (військова розвідка).
З 19 лютого по травень 1920 року — заступник голови РВР 1-ї революційної трудової армії Уралу. З травня по жовтень 1920 року — голова РВР 1-ї революційної трудової армії Уралу. Одночасно, 2 квітня — 16 жовтня 1920 року — член РВР 16-ї армії Західного фронту РСЧА. 26 жовтня — 3 грудня 1920 року — член РВР 6-ї армії Південного фронту РСЧА.
У 1920 році — відповідальний редактор газети «Коммунист» у Харкові.
З грудня 1920 по січень 1922 року — голова Центрального правління кам'яновугільної промисловості Донбасу у місті Бахмуті та відповідальний секретар Донецького губернського комітету КП(б)У (за сумісництвом). З січня 1922 року — заступник голови судової колегії Верховного трибуналу ВЦВК.
З лютого по квітень 1922 року — начальник головного управління паливної промисловості Вищої ради народного господарства (ВРНГ) РРФСР. У квітні 1922 — 14 травня 1923 року — заступник голови Державної планової комісії при Раді праці і оборони РРФСР. 14 травня 1923 — 13 липня 1923 року — заступник голови Вищої ради народного господарства (ВРНГ) РРФСР та начальник центрального фінансово-комерційного управління ВРНГ РРФСР.
Одночасно, 4 квітня 1922 — 8 березня 1923 року — голова Головного комітету у справах про концесії при Раді праці і оборони РРФСР. 8 березня — 17 липня 1923 року — голова Головного концесійного комітету при РНК РРФСР.
Відзначився як один із кращих більшовицьких господарників. У «Заповіті» Ленін назвав П'ятакова одним із двох найздібніших працівників у партії (інший — Микола Бухарін).
13 липня 1923 — 18 січня 1927 року — заступник голови Вищої ради народного господарства (ВРНГ) СРСР. Одночасно в липні 1923 — 18 січня 1927 року — голова Головного концесійного комітету ВРНГ СРСР. З 1924 по 1925 рік — начальник центрального управління державної промисловості ВРНГ СРСР. Розробив проєкт першої п'ятирічки на 1926—1930 роки, в якому обстоював прискорений розвиток промисловості в Україні, а не на Уралі (цей проєкт підтримали троцькісти, а сталіністи обстоювали Урал).
З квітня 1927 по жовтень 1928 року — торговий представник СРСР у Франції.
18 грудня 1927 року виключений із ВКП(б) «за троцькізм», але 14 вересня 1928 року відновлений у ВКП(б).
У листопаді 1928 — 19 квітня 1929 роках — заступник голови правління Державного банку СРСР та член колегії Народного комісаріату фінансів СРСР.
19 квітня 1929 — 18 жовтня 1930 роках — голова правління Державного банку СРСР та заступник народного комісара фінансів СРСР.
21 жовтня 1930 — 22 липня 1931 року — голова правління Всесоюзного об'єднання хімічної промисловості «Всехімпром» та член президії Вищої ради народного господарства (ВРНГ) СРСР. 22 липня 1931 — 5 січня 1932 року — 1-й заступник голови Вищої ради народного господарства ВРНГ СРСР. Одночасно з жовтня 1931 по травень 1934 року — начальник планового сектора ВРНГ(потім — Народного комісаріату важкої промисловості) СРСР.
5 січня 1932 — вересень 1936 року — 1-й заступник народного комісара важкої промисловості СРСР.

## Сталінський терор
12 вересня 1936 року заарештований органами НКВС у власному службовому вагоні на станції Сан-Донато залізниці імені Кагановича в місті Нижньому Тагілі.
На другому показовому процесі в Москві проти так званого «антирадянського троцькістського центру» у січні 1937 року П'ятаков «признався», що очолював троцькистів в Україні «з метою відриву України від СРСР». 30 січня 1937 Військовою колегією Верховного суду СРСР засуджений до смертної кари за ст. 58-1а, 58-8, 58-9, 58-11 Карного кодексу СРСР. Розстріляний 30 січня (за деякими даними, 1 лютого) 1937 року. Похований на Донському цвинтарі Москви.
13 червня 1988 року реабілітований. 16 грудня 1988 року рішенням КПК при ЦК КПРС поновлений у партії (посмертно).

## Родина
- Батько — Леонід Тимофійович П'ятаков (1847—1915).
- Мати — Олександра Іванівна Мусатова.

Був одружений з Євгенією Богданівною Бош (1879—1925), радянська революціонерка.
- Син — Григорій Юрійович Пролетарський (П'ятаков) (1919—2011). Зміг пережити репресії через змінене прізвище.
- Внук — Павло Григорович Пролетарський.

Друга дружина — Людмила Федорівна Дитятева (1899—1937). Як і чоловік, був заарештована та розстріляла в 1937 році.
- Донька — Рада Юріївна П'ятакова (1923—1942).
- Син — Юрій Юрійович П'ятаков  (1929—?).

Брати:
- Леонід Леонідович П'ятаков (1888—1918), загинув під час Січневого повстання (1918).
- Олександр Леонідович П'ятаков (1884—1937)
- Михайло Леонідович П'ятаков (1886 —1958), гідробіолог та іхтіолог, помер у місті Баку.
- Іван Леонідович П'ятаков (24 липня 1892—1937), розсріляний під час сталійнських репресій в 1937 році у Вінниці[4].

Сестра:
- Віра Леонідівна П'ятакова (1897—1938), біолог, працівника Київської біологічної станції, заарештована та репресована[5].

## Нагороди
- орден Леніна (27.12.1933)
- орден Червоного Прапора (1921)